# Leptodrassus
Leptodrassus Simon, 1878 è un genere di ragni appartenente alla famiglia Gnaphosidae.

## Distribuzione
Le 10 specie note di questo genere sono state reperite in Europa, Africa e vicino oriente: la specie dall'areale più vasto è la L. albidus, reperita in varie località fra la Spagna e Creta, nelle isole Azzorre, in Israele e in Turchia.

## Tassonomia
Non sono stati esaminati esemplari di questo genere dal 2014.
Attualmente, a ottobre 2015, si compone di 10 specie:
- Leptodrassus albidus Simon, 1914 — dalla Spagna a Creta, Turchia, Israele, isole Azzorre
- Leptodrassus bergensis Tucker, 1923 — Sudafrica
- Leptodrassus croaticus Dalmas, 1919 — Croazia
- Leptodrassus diomedeus Caporiacco, 1951 — Italia
- Leptodrassus femineus (Simon, 1873)[2] — dal Portogallo a Creta, Israele
- Leptodrassus fragilis Dalmas, 1919 — Algeria, Libia
- Leptodrassus licentiosus Dalmas, 1919 — Sudafrica
- Leptodrassus punicus Dalmas, 1919 — Tunisia
- Leptodrassus strandi Caporiacco, 1947 — Etiopia
- Leptodrassus tropicus Dalmas, 1919 — Sierra Leone

### Specie trasferite
- Leptodrassus algericus Dalmas, 1919; trasferita al genere Leptodrassex Murphy, 2007[1].
- Leptodrassus hadjissaranti Chatzaki, 2002; trasferita al genere Leptopilos Levy, 2009.
- Leptodrassus hylaestomachi Berland, 1934; trasferita al genere Leptodrassex Murphy, 2007.
- Leptodrassus incertus Banks, 1898; trasferita alla famiglia Clubionidae (incertae sedis) per le notevoli affinità.
- Leptodrassus kalbicus Savelyeva, 1972; trasferita al genere Agroeca Westring, 1861, appartenente alla famiglia Liocranidae.
- Leptodrassus leclerci Denis, 1966; trasferita al genere Leptopilos Levy, 2009.
- Leptodrassus manolisi Chatzaki, 2002; trasferita al genere Leptopilos Levy, 2009.
- Leptodrassus memorialis Spassky, 1940; trasferita al genere Leptodrassex Murphy, 2007.
- Leptodrassus pupa Dalmas, 1919; trasferita al genere Leptopilos Levy, 2009.
- Leptodrassus simoni Dalmas, 1919; trasferita al genere Leptodrassex Murphy, 2007.
- Leptodrassus tenerrimus (O. Pickard-Cambridge, 1872); trasferita al genere Leptopilos Levy, 2009.

### Nomen nudum
- Leptodrassus japonicus Kishida; una descrizione sommaria di questo esemplare era presente negli appunti di Kishida esaminati da Brignoli in un suo studio (1983c), per cui allo stato è da ritenersi nomen nudum[1].